# N.V. Skak-Nielsen
Niels Verner Skak-Nielsen (født 18. februar 1922, død 24. februar 2013) var en dansk økonom. Efter en karriere i Udenrigsministeriet, blev han i 1966 udnævnt til Danmarks første rigsstatistiker. Sideløbende har han været en af de tre vismænd i Det Økonomiske Råd. I sit senere liv førte hans interesse for arkæologi frem til hans største opdagelse, at dolkene ikke blev brugt som våben i overgangen mellem stenalder og bronzealder.
Skak-Nielsen blev kommandør af 1. grad af Dannebrog i 1982 og er begravet på Sorgenfri Kirkegård.